# Христидева къща
Христидевата къща (на гръцки: Οικία Χρηστίδη) е къща в град Лерин, Гърция, обявена за паметник на културата.

## Местоположение
Къщата е на улица „Агиос Георгиос“ № 40.

## История
Къщата е построена от Янис Христидис в 1927 година.

## Архитектура
Къщата е двуетажна неокласическа сграда. На приземния етаж има пиластри между отворите. От лявата страна на сградата има два магазина, един голям и един малък. Вратата е дървена, резбована с капандура с железни парапети. В долната част на колоните има правоъгълни панели с изрязани ъгли, а на първия етаж има балкон с железни парапети. Балконската врата е засводена с видим ключов камък. Отворите на пода са разделени на четири секции с пет релефни фалшиви колони. На первазите има правоъгълни панели.